# شبرا
شبرا وتسمى أيضا شبرا مصر هي أكبر أحياء القاهرة وأكثرها شهرة بها عدد كبير من السكان وتقع في شمال القاهرة. تعني كلمة شبرا باللغة القبطية العزبة أو القرية. ولم تكن في الأصل جزء من القاهرة كما هو حالها اليوم ـ في قلب القاهرة تزخر بالحياة والناس وكانت مجرد ضاحية. أنشأها محمد علي باشا مؤسس مصر الحديثة عام 1809م. ويرتبط الحي بشكل خاص مع الطبقة الوسطى.

## أصل التسمية

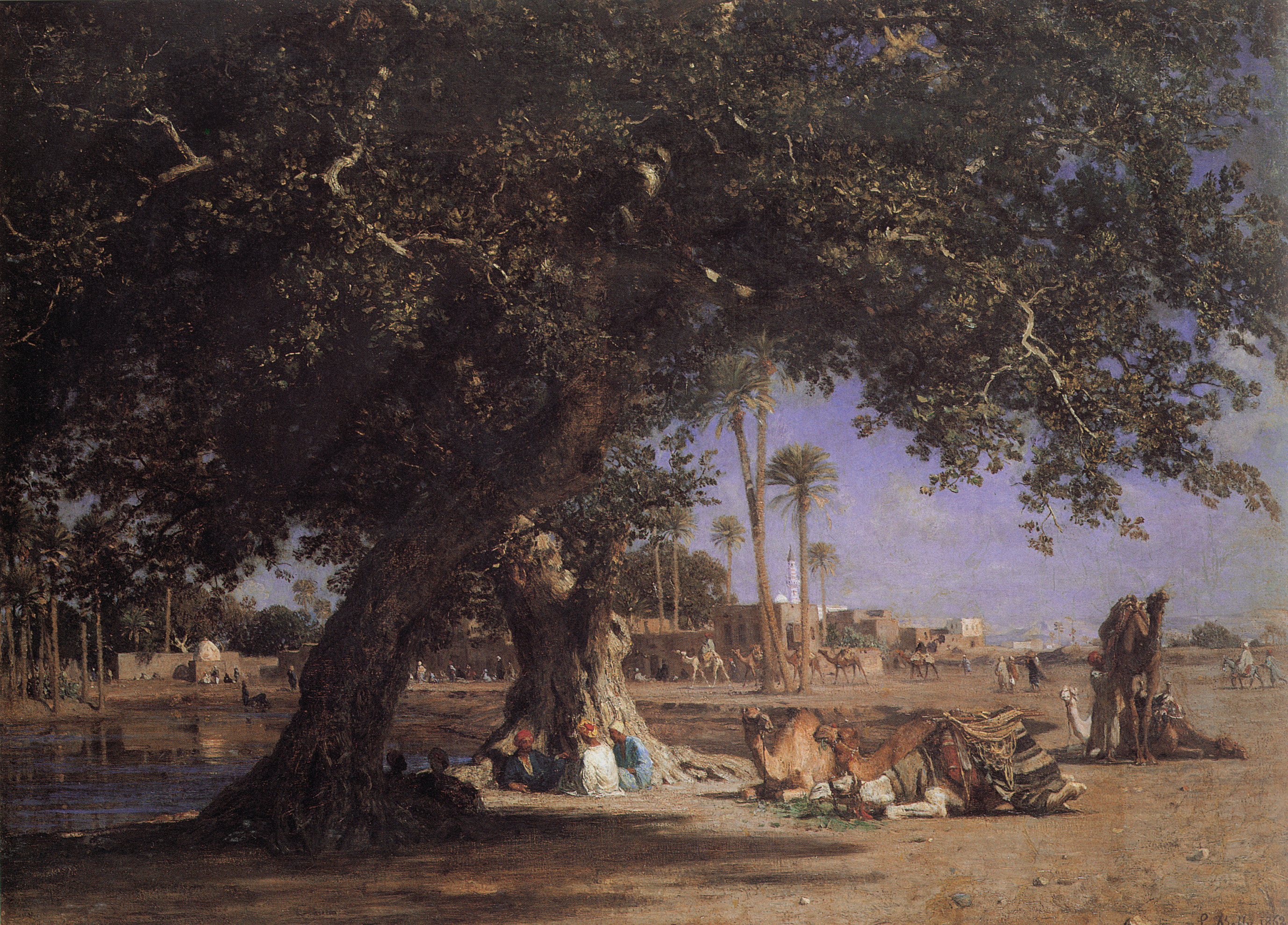
رسم لشبرا 1862

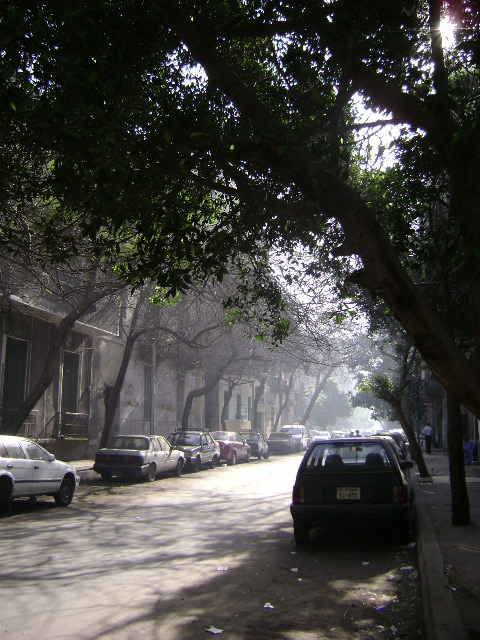
شارع الجسر.

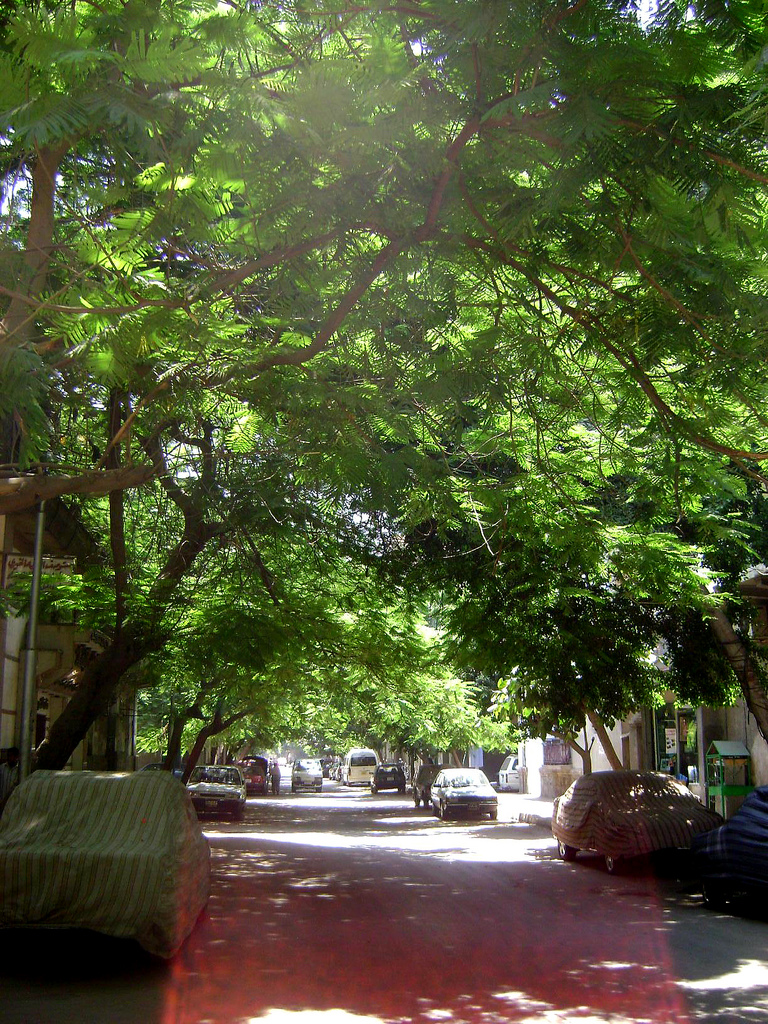
شارع الجسر.

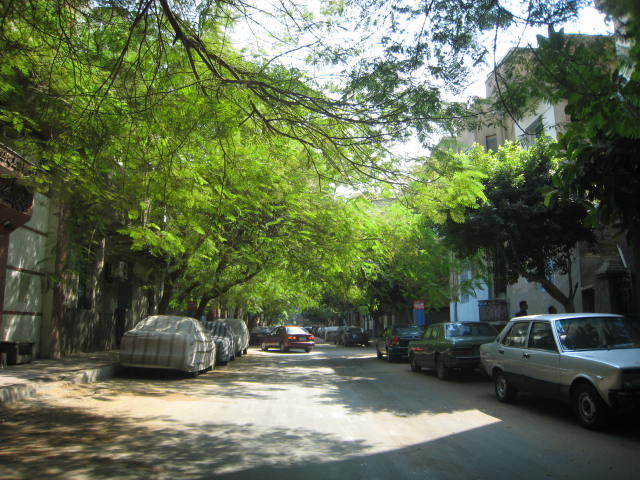
شارع الجسر.

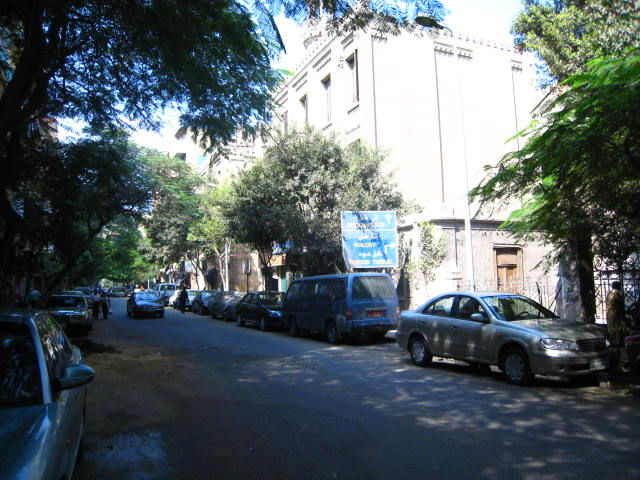
شارع الشيكولاني

شبرا كانت جزيرة وسط النيل اسمها جزيرة الفيل ثم بفعل إطماء النيل اتصلت الجزيرة بالأرض لتصبح هي أرض شبرا الحديثة وروض الفرج.
ورد ذكر شبرا لأول مرة في«تقويم النيل» الجزء الأول ص229 عندما أوفى النيل في أواخر شهر أبيب. وكسر السد أول يوم من مسري وفتحه «لاجين» أمير مجلس.
وكان للناس مدة طويلة لم يروا قبلا مثل هذا لأنه قطع الطرقات والجسور وغرقت أراضي المنية و"شبرا والروضة وطريق مصر وبولاق "أي كانت بولاق ضاحية لمصر ولم تكن جزءا من القاهرة" وجزيرة الفيل وكوم الريش وطفت الآبار وكان كل هذا عام 882 م.

## نشأة حي شبرا
نشأ حي شبرا مع تأسيس محمد علي مصر الحديثة، وارتبط بالطبقة الوسطي، رغم تكونه بداية على أيدي الأثرياء. في يناير 1809 م اختار محمد على موقعًا على شاطئ النيل في منطقة شبرا مساحته 50 فدانًا في متسع من الأرض، يمتد إلى بركة الحاج، واستولى فيه على عدة قرى وإقطاعيات، وبدأ بناء قصره، وغرس فيها البساتين والأشجار ولكن سقط سقف القصر بعد انتهاء بنائه في مايو 1809 فأعاد بناءه. وفي 1812 م أنشأ محمد علي عددًا من السواقي لتوفير المياه للقصر والحدائق.

## حدود حي شبرا
حي شبرا (شبرا مصر) هو أحد أحياء منطقة شبرا ويحده من الجنوب نفق أول شبرا وموقف أحمد حلمي، ومن الشرق شارع أحمد حلمي ويفصله عن منطقة الشرابية خط السكة الحديد، ومن الشمال حي الساحل، أما من الغرب حي روض الفرج.

## معالم شبرا
- نادي الصحافة
- كنيسة سانت تريزا
- قصر محمد علي
- مسجد الخازندار
- مطعم المدينة بشارع جسر البحر
- معهد الساليزيان
- مستشفى معهد ناصر
- مستشفى الساحل التعليمي
- كلية الهندسة - بشبرا - جامعة بنها
- المسلة المصنوعه قي وسط ميدان روض الفرج
- مستشفى الرمد
- مسجد سيد المرسلين
- مسجد التوحيد
- قصر طوسن باشا
- قصر الأشراف تحول إلى مدرسة الأشراف الابتدائية
- مدرسة التربية الحديثة الإعدادية بنين

كلية الزراعه جامعة عين شمس
والتي تم بناؤها علي قصر محمد علي باشا

## شخصيات ملحوظة
تعتبر شبرا من أهم الأحياء التاريخية العريقة بالقاهرة. وقد نشأ بها عدد كبير من مشاهير الفن بمصر والعالم ومنهم:
- داليدا
- سعاد حسني
- علي الكسار
- ماري منيب
- سعاد نصر
- محرم فؤاد
- بوسي
- يوسف شعبان
- نورا
- سراج منير
- بليغ حمدي
- خيري بشارة
- نبيلة عبيد
- عادل عبد الرحمن
- داليا مصطفى
- زينة
- وائل نور
- مدحت صالح
- نشوى مصطفى
- نجيب الريحاني
- طاهر أبو زيد
- مصطفى يونس
- هشام عباس
- شيرين
- سيمون
- حنان شوقي
- سعد الصغير.
- نهلة سلامة
- محمد نجاتي
- ماجد الكدواني
- عامر منيب
- سامي العدل
- أحمد عبد الوارث
- أحمد ماهر
- محمد محيي
- فطين عبد الوهاب
- توفيق عبد الحميد
- ساندي
- ياسر جلال
- رامز جلال
- فاروق نجيب
- رأفت فهيم
- محمد النقلي
- سعاد نصر
- حسن فايق
- فاروق نجيب